# ویرنرسنپتی
ویرنرسنپتی (به انگلیسی: Veeranarasanpettai) یک روستا در هند است که در Thanjavur Taluk واقع شده‌است.

## خصوصیات
ویرنرسنپتی ۷۵۰ نفر جمعیت دارد.